# Лангеог
Лангеог (њем. Langeoog) општина је у њемачкој савезној држави Доња Саксонија. Једно је од 19 општинских средишта округа Витмунд. Према процјени из 2010. у општини је живјело 1.933 становника. Посједује регионалну шифру (AGS) 3462007.

## Географски и демографски подаци
Лангеог се налази у савезној држави Доња Саксонија у округу Витмунд. Општина се налази на надморској висини од 5 метара. Површина општине износи 19,7 km². У самом мјесту је, према процјени из 2010. године, живјело 1.933 становника. Просјечна густина становништва износи 98 становника/km².